# Uzarići
Uzarići su naseljeno mjesto u gradu Širokom Brijegu, Federacija Bosne i Hercegovine, BiH.

## Zemljopis
Smješteni su na jugozapadnoj strani Mostarskog blata. Graniči s naseljima: Jare, Knešpolje, Duboko Mokro i Turčinovići. Prema površini spada u red manjih, dok po broju stanovnika u red naselja srednje veličine na području Grada.

## Povijest
Uzarići su jedno od najstarijih širokobrijeških naselja.

## Stanovništvo

### Popisi 1971. – 1991.
| Uzarići            |                |                |                |
| godina popisa      | 1991.          | 1981.          | 1971.          |
| Hrvati             | 1.290 (99,84%) | 1.326 (99,40%) | 1.405 (99,92%) |
| Srbi               | 0              | 4 (0,29%)      | 0              |
| Muslimani          | 0              | 0              | 0              |
| Jugoslaveni        | 0              | 1 (0,07%)      | 0              |
| ostali i nepoznato | 2 (0,15%)      | 3 (0,22%)      | 1 (0,07%)      |
| ukupno             | 1.292          | 1.334          | 1.406          |

### Popis 2013.
| Uzarići            |                |
| godina popisa      | 2013.          |
| Hrvati             | 1.347 (99,85%) |
| Srbi               | 2 (0,15%)      |
| Bošnjaci           | 0              |
| ostali i nepoznato | 0              |
| ukupno             | 1.349          |

## Spomenici i znamenitosti
U Uzarićima se nalazi staro groblje Šarampovo, na kojem se nalaze stećci.
Na blagdan svetog Ante 2008. godine je otkriven spomenik i ploča sa 140 imena poginulih mještana iz Prvog i Drugog svjetskog rata, te Domovinskog rata, rad autora akademskog grafičara Josipa Primorca iz ovoga sela.

## Šport
U športskom i kulturnom životu Širokog Brijega, Uzarićani zauzimaju istaknuto mjesto. Desetine nogometaša nastupalo je za NK Široki Brijeg. 

## Poznate osobe
- Božo Ljubić, hrvatski bosanskohercegovački političar i liječnik,
- fra Jozo Zovko, poznati hrvatski rimokatolički svećenik, promicatelj međugorskog svetišta
- fra Karlo Lovrić, poznati hrvatski rimokatolički svećenik, organizator i voditelj hrvatskih katoličkih misija po Švicarskoj
- dr. Mile Lasić, hrvatski bosanskohercegovački politolog i diplomat.

## Vanjske poveznice
- http://uzarici.com
- http://www.uzarici.freeservers.com/